# Innerbraz
Innerbraz – gmina w Austrii, w kraju związkowym Vorarlberg, w powiecie Bludenz. Według Austriackiego Urzędu Statystycznego liczyła 947 mieszkańców (1 stycznia 2015).